# Главное оперативное управление Генерального штаба Вооружённых сил Российской Федерации
Главное оперативное управление Генерального штаба Вооружённых сил Российской Федерации (официальное сокращение ГОУ ГШ ВС РФ) — основной орган Генерального штаба Вооружённых сил России, в задачи которого входит планирование военных операций разного уровня. Его роль в системе боевого управления ВС традиционно настолько велика, что зачастую именно выходцы из ГОУ занимают пост начальника Генштаба, как это было, в частности, с генералами А. В. Квашниным и Ю. Н. Балуевским.

## Задачи ГОУ ГШ ВС РФ на современном этапе
Основные направления деятельности ГОУ:
- участие в определении источников военных угроз безопасности России и подготовка предложений военно-политическому руководству государства по вопросам военного строительства;
- организация разработки Плана обороны Российской Федерации;
- определение основных направлений строительства Вооруженных сил (ВС) России, координация разработки планов строительства других войск, воинских формирований и органов;
- стратегическое и оперативное планирование применения ВС России;
- оперативное управление войсками (силами) в мирное и военное время;
- организация взаимодействия ВС России с федеральными органами исполнительной власти, в составе которых имеются другие войска, воинские формирования и органы;
- организация и контроль осуществления в ВС России мероприятий антитеррористической деятельности;
- контроль мероприятий оперативной подготовки ВС России;
- оперативное сопровождение мероприятий военного сотрудничества в формате ОДКБ, СНГ и ШОС, заседаний их уставных органов;
- участие в формировании предложений в проект Государственной программы вооружения.

## История
Оперативное управление Генерального штаба было воздано на базе 1-го (оперативного) отдела в октябре 1939 года и сразу стало ведущим рабочим органом Генерального штаба. В годы Великой Отечественной войны Оперативное управление обеспечило надёжное руководство действующими фронтами. Структура его существенно менялась менялась в 1941 и в 1943 годах, после ряда небольших изменений в 1943 году осталась неизменной до конца войны.
В марте 1946 года управление было повышено в статусе и стало именоваться Главным оперативным управлением Генерального штаба. С этого времени оно на десятилетия вперёд приобрело роль ведущего органа управления войсками в мирное и военное время. Как правило, теперь начальники ГОУ одновременно становились заместителями начальника Генерального штаба.
24 января 2013 года Путин утвердил План обороны Российской Федерации. Такой документ разработан впервые в истории России. Он объединил практически все документы по подготовке к вооружённой защите России.
При этом перед ГОУ были поставлены задачи по разработке основных документов Плана обороны и координации совместной деятельности 49 федеральных министерств и ведомств, участвующих в его создании.

## Начальники Оперативного (Главного оперативного) управления Генерального штаба

### Начальники Оперативного управления
- комкор Смородинов, Иван Васильевич (октябрь 1939 — июль 1940, с декабря 1939 по март 1940 года должность не исполнял в связи с направлением на фронт советско-финской войны)
- генерал-лейтенант Ватутин Николай Фёдорович (26 июля 1940 — 13 февраля 1941)
- генерал-лейтенант Маландин Герман Капитонович (13 февраля — 30 июня 1941)
- генерал-лейтенант Злобин Вениамин Михайлович (30 июня — 1 августа 1941)
- генерал-лейтенант, с мая 1942 — генерал-полковник Василевский Александр Михайлович (1 августа 1941 — 26 июня 1942)[6]
- генерал-лейтенант Бодин, Павел Иванович (апрель 1942 — июль 1942, врид)
- генерал-лейтенант Боголюбов, Александр Николаевич (август 1942 — сентябрь 1942, врид)
- генерал-майор Иванов, Владимир Дмитриевич (сентябрь 1942 — октябрь 1942, врид)
- генерал-майор Тихомиров, Павел Георгиевич (октябрь 1942, врид)
- генерал-лейтенант, с 4.04.1943 генерал-полковник Антонов Алексей Иннокентьевич (11 декабря 1942 — 20 мая 1943)[7][8]
- генерал-лейтенант, с 17.11.1943 генерал-полковник Штеменко Сергей Матвеевич (май 1943 — март 1946)[9]

### Начальники Главного оперативного управления
- генерал-полковник Штеменко Сергей Матвеевич (март 1946 — ноябрь 1948)
- генерал-лейтенант Ломов Николай Андреевич (12 ноября 1948 — 17 июня 1952)
- генерал-лейтенант, с 31.05.1954 генерал-полковник Павловский Николай Осипович (4 июля 1952 — 16 сентября 1959)
- генерал-полковник Иванов Семён Павлович (16 сентября 1959 — 30 декабря 1962)[10][11]
- генерал-лейтенант, с 22.02.1963 — генерал-полковник Повалий Михаил Иванович (30 декабря 1962 — 17 октября 1969)
- генерал-лейтенант, с 29.04.1970 года — генерал-полковник Козлов Михаил Михайлович (17 октября 1969 — 7 марта 1974)
- генерал-полковник Ахромеев Сергей Фёдорович (7 марта 1974 — 29 августа 1979)[8][12][13]
- генерал армии Варенников Валентин Иванович (29 августа 1979 — ноябрь 1984)[14][15]
- генерал-полковник Гашков Иван Андреевич (ноябрь 1984 — 1987)
- генерал-полковник Омеличев Бронислав Александрович (1987 — 4 января 1989)
- генерал-лейтенант, с 30.10.1989 — генерал-полковник Денисов Владимир Георгиевич (5 января 1989 — 9 сентября 1991)[16][17]
- генерал-лейтенант, с 24.10.1991 — генерал-полковник Кузнецов Леонтий Васильевич (10 сентября 1991 — 16 июля 1992)
- генерал-лейтенант, с апреля 1993 — генерал-полковник Барынькин Виктор Михайлович (июль 1992 — июнь 1996)
- генерал-полковник Золотов Леонид Сергеевич (1996—1997)
- генерал-полковник Балуевский Юрий Николаевич (август 1997 — август 2001)[18][19][20]
- генерал-полковник Рукшин Александр Сергеевич (28 августа 2001 — июль 2008)[20][21][22][23]
- генерал-лейтенант Суровикин Сергей Владимирович (октябрь 2008 — январь 2010)[24][25][26]
- генерал-лейтенант Третьяк Андрей Витальевич (13 января 2010 — 2011)[27][28]
- генерал-полковник Зарудницкий Владимир Борисович (3 октября 2011 — июнь 2014)[29]
- генерал-полковник Картаполов Андрей Валериевич (июнь 2014[2][30] — 9 ноября 2015)
- генерал-лейтенант, с февраля 2017 генерал-полковник Рудской Сергей Фёдорович (с 10 ноября 2015 года)